# 天囷增廿一

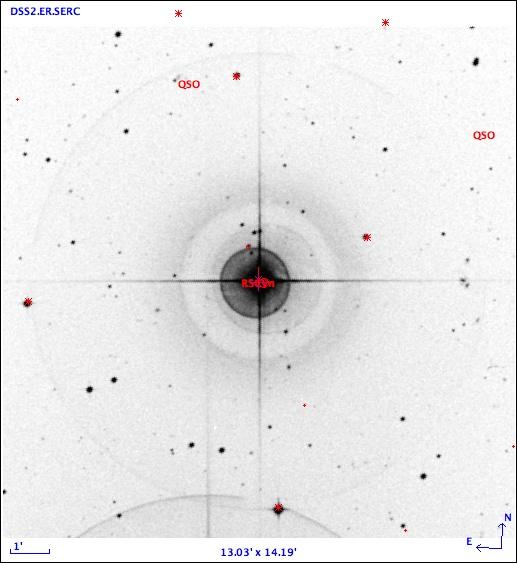
金牛座V771

天囷增廿一（HR 1099）是位於黃道星座金牛座的一個三合星系統，位置在恆星天囷增十五（金牛座10）以北11′。該系統有變星名稱金牛座V711，而HR 1099是「亮星星表」中的恆星識別字。它的視星等亮度組合範圍從5.71到5.94，其亮度用肉眼隱約可見。基於視差量測，到該系統的距離為96.6光年，但它正在以大約−15 km/s的徑向速度向接近太陽系的方向漂移。
1822年，弗里德里希·馮·斯特魯維發現該系統是一顆雙星，其中A和B分量的角距離為5.4″。（2016年測量的角距離為6.7″。）。拉爾夫·埃爾默·威爾遜在1953年確定，這對中較亮的成員A，具有可變的徑向速度。1963年，奧林·查多克·威爾遜指出，相同的成員在鈣H和K吸收線中顯示出非常高的發射核。奧林·查多克·威爾遜在1964年的後續觀察表明，成員A的氫-α線完全處於發射狀態，並且由於旋轉而顯示出適度的加寬。他發現成員B的恆星光譜分類為K3V，與一顆普通的K型主序星相匹配。

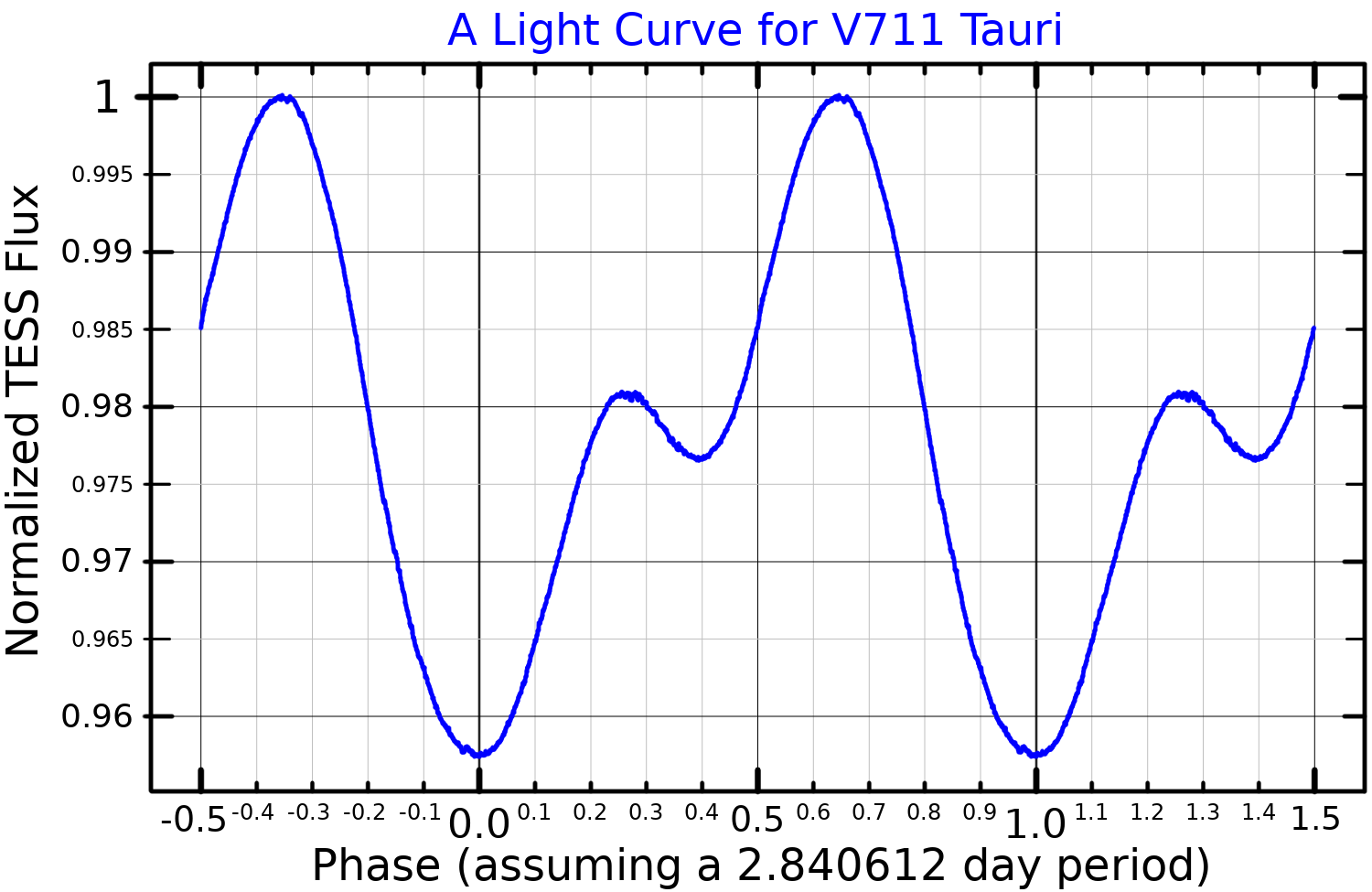
根據「TESS」數據繪製的天囷增廿一（金牛座V711）的光變曲線。

1974年至1975年的觀測表明，成員A是獵犬座RS型變星類的光譜聯星恆星系統。考慮到它的平均星等約為5.9，它是這類已知較亮的變星之一。沒有觀測到食，但確定了2.838天的軌道週期。大部分發射被發現來自這對中質量較大的成員。1976年，弗雷澤·納爾遜·歐文探測到了該聯星的電波發射。1978年使用HEAO1衛星證明它是軟X射線源。
這個雙線光譜聯星系統由一顆演化中的K型次巨星和一顆普通的G型主序星組成。這兩顆恆星的軌道距離如此之近，以至於它們的潮汐效應使它們呈橢圓形。該次巨星正在填充其洛希瓣的大約80%。次巨星的色球層是已知的最活躍的磁活動之一，有一個很深的對流區為磁發電機供電。G型伴星不太活躍，有一個淺對流區。
1980年，在一些與表面溫度有關的光譜特徵中發現了顯著的變化，表明存在星斑。都卜勒成像證實這些多少與K型次巨星有關（它是第一顆對其表面進行都卜勒成像的低溫恆星。）。證據表明，這些斑點首先出現在低緯度地區，然後向兩極遷移。這些斑點比太陽上的要大得多，大約70%的斑點是在緯度高於50°的地方觀測到的，尤其是在極地地區。一個極地斑點已經存在了至少二十年。
减去星斑的影響後，這兩顆恆星的基線視星等分別為5.80和7.20。長期監測表明，次巨星有兩個活動週期，類似於11年的太陽週期。一個5.3±0.1 年週期與半球之間斑點區域的對稱翻轉有關。較長的15-16年週期是總斑點面積的週期性變化。恆星的整體磁場可能是相對於自轉軸的進動。

## 進階讀物
- Perdelwitz, V.;  et al, , Astronomy & Astrophysics, August 2018, 616: A161, Bibcode:2018A&A...616A.161P, S2CID 55130058, arXiv:1806.03033 , doi:10.1051/0004-6361/201732222, A161.
- Osten, Rachel A.;  et al, , Astrophysical Journal Supplement Series, July 2004, 153 (1): 317–362, Bibcode:2004ApJS..153..317O, S2CID 119522693, arXiv:astro-ph/0402613 , doi:10.1086/420770.
- Ransom, R. R.;  et al, , Astrophysical Journal, June 2002, 572 (1): 487–502, Bibcode:2002ApJ...572..487R, S2CID 120225374, doi:10.1086/340300 .
- Ayres, Thomas R.;  et al, , Astrophysical Journal, March 2001, 549 (1): 554–577, Bibcode:2001ApJ...549..554A, S2CID 15938906, doi:10.1086/319051 .
- Brinkman, A. C.;  et al, , Astronomy and Astrophysics, January 2001, 365: L324–L328, Bibcode:2001A&A...365L.324B, S2CID 15848464, arXiv:astro-ph/0011018 , doi:10.1051/0004-6361:20000047.
- Audard, M.;  et al, , Astronomy and Astrophysics, January 2001, 365: L318–L323, Bibcode:2001A&A...365L.318A, doi:10.1051/0004-6361:20000085.
- Vogt, Steven S.;  et al, , Astrophysical Journal Supplement Series, April 1997, 121: 547, Bibcode:1997astro.ph..4191V, S2CID 119515171, arXiv:astro-ph/9704191 , doi:10.1086/313195.
- Trigilio, C.;  et al, , Monthly Notices of the Royal Astronomical Society, February 1993, 260 (4): 903–907, Bibcode:1993MNRAS.260..903T, doi:10.1093/mnras/260.4.903 .
- Donati, J. -F.;  et al, , Astronomy and Astrophysics, November 1992, 265: 682–700, Bibcode:1992A&A...265..682D.
- Donati, J. -F.;  et al, , Astronomy and Astrophysics, June 1990, 232: L1–L4, Bibcode:1990A&A...232L...1D.
- Rodono, M.;  et al, , Astronomy and Astrophysics, April 1987, 176: 267–284, Bibcode:1987A&A...176..267R.
- Lestrade, J. F.;  et al, , Astrophysical Journal, July 1984, 282: L23–L26, Bibcode:1984ApJ...282L..23L, doi:10.1086/184296 .
- Fekel, F. C., Jr., , Astrophysical Journal, May 1983, 268: 274–281, Bibcode:1983ApJ...268..274F, doi:10.1086/160952 .
- Dorren, J. D.;  et al, , Astronomical Journal, April 1981, 86: 572–582, Bibcode:1981AJ.....86..572D, doi:10.1086/112918.
- Brown, R. L.; Crane, P. C., , Astronomical Journal, December 1978, 83: 1504–1509, Bibcode:1978AJ.....83.1504B, doi:10.1086/112352.
- Feldman, P. A.;  et al, , Astronomical Journal, December 1978, 83: 1471–1484, Bibcode:1978AJ.....83.1471F, doi:10.1086/112346 .
- Bopp, B. W.; Talcott, J. C., , Astronomical Journal, December 1978, 83: 1517–1521, Bibcode:1978AJ.....83.1517B, doi:10.1086/112355 .
- Gibson, D. M.;  et al, , Astronomical Journal, December 1978, 83: 1495–1498, Bibcode:1978AJ.....83.1495G, doi:10.1086/112350 .
- Weiler, E. J.;  et al, , Astrophysical Journal, August 1980, 239: L121–L124, Bibcode:1980ApJ...239L.121R, doi:10.1086/183306.
- Owen, F. N.;  et al, , Astrophysical Journal, November 1976, 210: L27–L30, Bibcode:1976ApJ...210L..27O, doi:10.1086/182295 .